# Lepidaploa decumbens
Lepidaploa decumbens là một loài thực vật có hoa trong họ Cúc. Loài này được (Gardner) H.Rob. mô tả khoa học đầu tiên năm 1990.